# Arqueologia hurrita
L'arqueologia hurrita estudia els establiments hurrites distribuïts per Turquia, Síria i Iraq. El centre és a la frontera entre Síria i Turquia. Alguns llocs estan amenaçats per rescloses a construir a l'Eufrates, Tigris i Khabur i s'han hagut de fer algunes operacions de rescats prèvies a la construcció de rescloses.
Les majors excavacions van començar després de 1920 a Síria i Iraq dirigides pels arqueòlegs Edward Chiera i Yorghan Tepe a Nuzi (Yorghan Tepe), i el britànic Max Mallowan a Chagar Bazar i Tell Brak (Nawar o Nagar).
Modernament s'han fet més excavacions per diversos equips europeus i americans a Síria.
L'excavació pròpiament hurrita més antiga és la de Tell Mozan (Urkesh). Altres, a part les ja esmentades són Tell Leilan (Shehna i Shubat-Enlil), Tell Barri (Kahat), Tell Beydar (Nabada), Kenan Tepe (a l'Alt Tigris), Tell Tuneinir, Umm al-Marra (Tuba?), Tell Chuera, Hammam al-Turkman (Zalpa?), Tell Sabi Abyad, Hamoukar, Chagar Baçar, Tell al- Fakhariya i Ras al-Ayn (Washukanni?) i Tell Hamidiya (Taidu?)